# Charlot, om preistoric
Charlot, om preistoric (în engleză His Prehistoric Past) este un film american de comedie din 1914 produs de Mack Sennett  și scris și regizat de Charlie Chaplin. În alte roluri interpretează actorii Mack Swain și Sydney Chaplin (fratele mai mare al lui Charlie). 

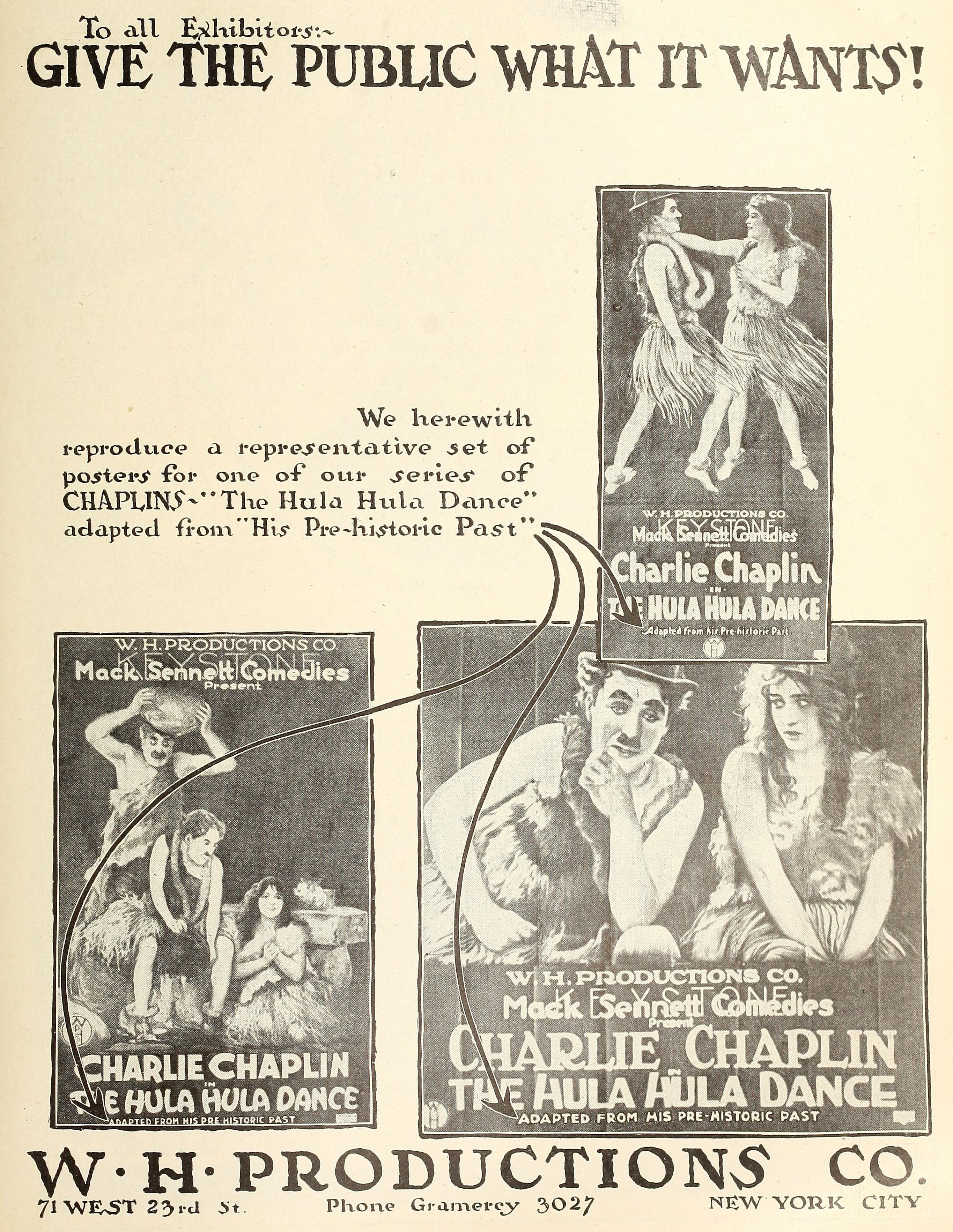

## Prezentare
Charlie adoarme pe o băncuță din lemn în parc și se trezește în epoca de piatră. Aici regele Low-Brow conduce ținutul și are un harem de soții. Când Charlie sosește în această țară (unde fiecare are o mie de soții), se îndrăgostește de soția favorită a regelui. Când regele cade de pe o stâncă, se presupune că este mort și Charlie se încoronează pe sine ca rege. Regele, totuși, nu este mort și se întoarce și îl lovește pe Charlie în cap cu o piatră. Totul a fost doar un vis și un polițist l-a trezit pe Charlie lovindu-l în cap în timp ce dormea în parc.

## Distribuție
- Charlie Chaplin - Weak-Chin
- Mack Swain - King Low-Brow
- Fritz Schade - Ku-Ku aka Cleo, Medicine Man
- Cecile Arnold - Cavewoman
- Al St. John - Caveman
- Sydney Chaplin - Policeman
- Helen Carruthers - Queen
- Gene Marsh - Sum-Babee, Low-Brow's Favorite Water Maiden